# Bestandsregulierung
Bestandsregulierung ist die durch den Menschen veranlasste Erhöhung bzw. Verringerung der Populationsdichte bestimmter Pflanzenarten oder Tierarten auf eine im Vergleich zu einem festgestellten Zustand erhöhte oder erniedrigte Bestandsdichte oder die Aufrechterhaltung einer gewünschten Bestandsdichte. Die Bezeichnung ist vor allem bei der Verminderung eines Bestands gebräuchlich. Die Regulierung kann durch verschiedene Formen der Beeinflussung, direkt oder indirekt, erfolgen. Sowohl bei Pflanzenbeständen als auch bei Tierbeständen können manche Umweltfaktoren verändert werden, beispielsweise durch Schutz von Biotopen, Förderung oder Reduzierung von Konkurrenten und Fressfeinden, oder indem der Mensch sich als „Feind“ einzelner Arten betätigt, in dem er deren Individuenzahlen, etwa durch Absammeln oder Bejagung, verringert. Bei gefährdeten heimischen Pflanzen und Tieren ist naturschutzrechtlich der Erhaltungszustand der jeweiligen Art zu berücksichtigen.
Anders als bei der Regulation der Populationsdichte in vom Menschen unbeeinflussten biologischen Systemen (siehe Biologische Regelkreise), bildet bei einer Bestandsregulierung ein geplanter Eingriff durch den Menschen das regulierende Stellglied.

## Naturschutz und Landschaftspflege
Nach § 1 Absatz 6 des Bundesnaturschutzgesetzes gehört es zu den Zielen des Naturschutzes und der Landschaftspflege, Freiräume im besiedelten und siedlungsnahen Bereich einschließlich ihrer Bestandteile, wie Parkanlagen, großflächige Grünanlagen und Grünzüge, Wälder und Waldränder, Bäume und Gehölzstrukturen, … sowie gartenbau- und landwirtschaftlich genutzte Flächen, zu erhalten und dort, wo sie nicht in ausreichendem Maße vorhanden sind, neu zu schaffen.
Die gezielte Verringerung des Vorkommens bestimmter Pflanzen- und Tierarten innerhalb von Kulturlandschaften bewirkt, dass die Entwicklung in einem früheren Stadium der Sukzession zurückgehalten und die Entstehung der am jeweiligen Standort entstehenden Klimaxgesellschaft verhindert wird, die ein vergleichsweise geringeres Artenspektrum aufweisen würde.
In manchen Gebieten erfolgt in der Vegetation eine Bestandsregulierung durch Bekämpfung konkurrenzstarker gebietsfremder Pflanzenarten (Neobiota), die heimische Arten verdrängen.

## Bestandsregulierung im Gartenbau
In Bauerngärten, Gemüsegärten, Ziergärten und Parks werden Bestände an erwünschten Zierpflanzen, Gräsern, Bäumen und bestimmten Blütenpflanzen, Obstbäumen und Gemüsearten durch Unkraut jäten vor der interspezifischen Konkurrenz wildwachsender Pflanzen geschützt, die sie überwuchern oder verdrängen würden. Auch durch Anflug von Samen gewachsene Sämlinge von Bäumen, die nicht zu dem zu erhaltenden Pflanzenbestand gehören, die später andere Pflanzen verschatten würden, werden entfernt, um den Bestand an erwünschten Pflanzen zu erhalten.

## Bestandsregulierung auf landwirtschaftlichen Nutzflächen
Auf Grünland benötigt man als Futterpflanzen für Wiederkäuer artenreiche Mischbestände mit ausgewogenen Anteilen an Gräsern, Kräutern. Der Zunahme von als Nahrung ungeeigneten oder für die Nutztiere giften Pflanzen begegnet man mit Pflegemaßnahmen wie geeigneten Schnittzeiten. Einsatz von Herbiziden zur chemischen Unkrautbekämpfung kann erhaltenswerte Kräuter wie Rotklee und Weißklee mitschädigen und das Grundwasser belasten.

## Bestandsregulierung in der Forstwirtschaft
Nach § 5 des Bundesnaturschutzgesetzes ist bei der Bewirtschaftung der Wälder das Ziel zu verfolgen, naturnahe Wälder aufzubauen und dabei einen hinreichenden Anteil standortheimischer Forstpflanzen einzuhalten, was ohne Bestandsregulierung durch den Menschen nicht realisierbar wäre.
Anders als in der Populationsökologie spricht man in der Forstwirtschaft bei den Baumarten nicht von Populationsdichte, sondern von Bestandsdichte. Zu den regulierenden Maßnahmen gehören Läuterung durch Entfernen einzelner Pflanzenindividuen, die durch besonders starken Wuchs anderen das Licht nehmen würden, und Durchforstung zur Lenkung der Baumartenzusammensetzung und Stabilisierung des Baumbestands. Als Schutzmaßnahmen für Forstkulturen und Naturverjüngung werden natürliche Fressfeinde wie Rehe, Damwild und Rotwild durch Zäune oder Verbissschutzmittel von den jungen Bäumen ferngehalten, oder durch Bejagung wird der Bestand dieser Wildarten reguliert. Deren Populationsdichte wird verringert, um den Nahrungsbedarf der betreffenden Population zu senken, jedoch ohne die Population in ihrem Erhaltungszustand zu gefährden. Dabei bewirkt die Bejagung durch den Menschen eine trophische Kaskade zugunsten der Bestandsdichte der jungen Bäume.

## Bestandsregulierung im Naturschutz
Zur Erhaltung und Förderung mancher Pflanzenbestände werden die Fressfeinde durch Förderung von deren Prädatoren verringert (siehe Trophische Kaskade). Im Rahmen des Naturschutzes kann auch eine Bejagung bestimmter Tierarten stattfinden, um die Bestände von Pflanzen oder Beutearten, die gefährdet oder in relativ geringer Zahl vertreten sind, in ihrer Bestandsentwicklung zu begünstigen. Soweit die Managementmaßnahmen invasive und entweder dem Jagdrecht unterliegende oder andere Arten betreffen, bei denen die Maßnahmen im Rahmen des Jagdschutzes durchgeführt werden können, werden sie im Einvernehmen mit den nach Landesrecht für Jagd zuständigen Behörden festgelegt.
Der günstige Erhaltungszustand des Wolfs in Mitteleuropa und naturschutzrechtliche Voraussetzungen für eine Bestandsregulierung sind seit einigen Jahren Thema von Diskussionen im Deutschen Bundestag.

### Beispiele

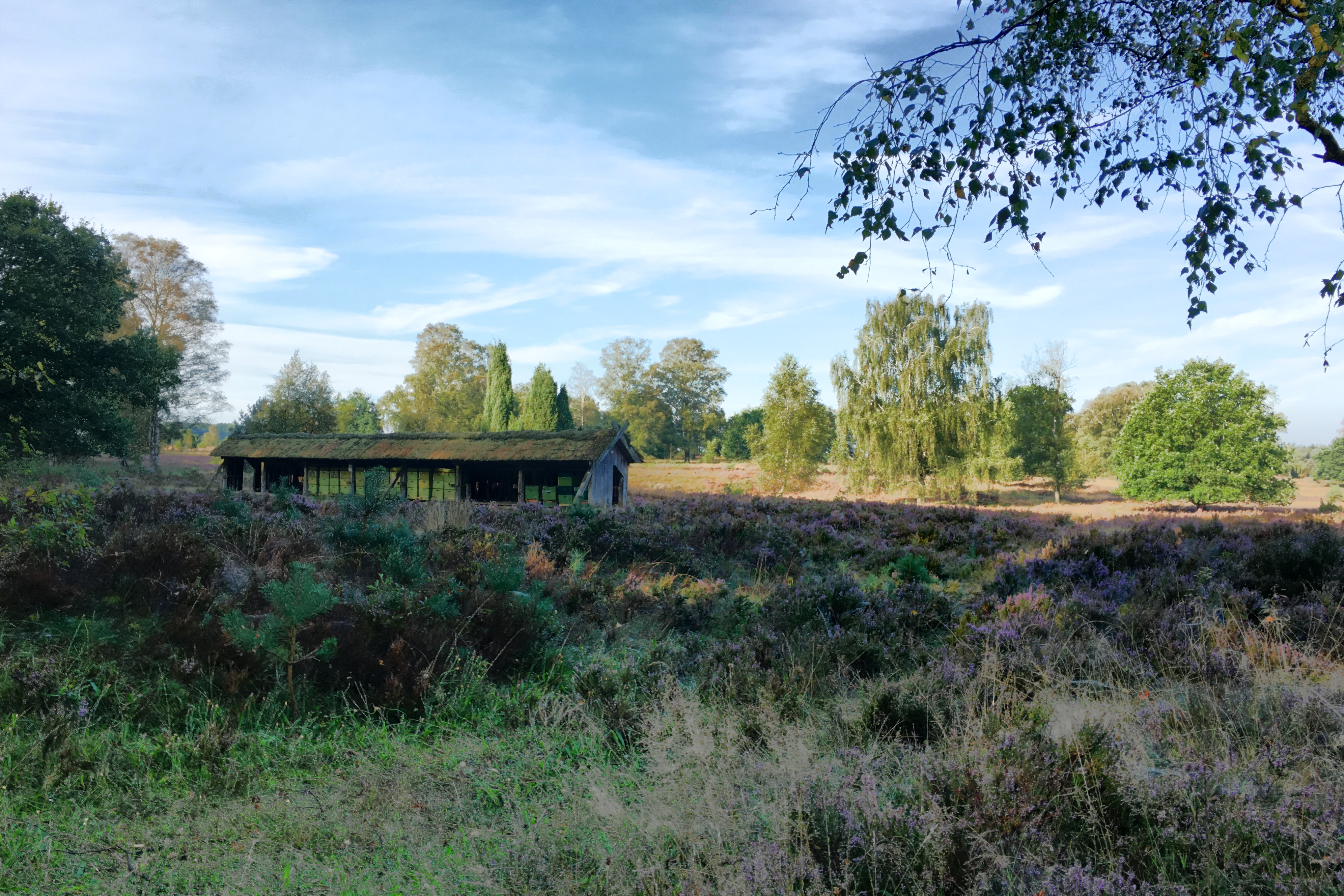
Bienenstöcke auf Heidefläche als Bienentrachtpflanze, im Vordergrund Kiefernanflug, durch den die Heide im Laufe der Sukzession verwalden würde.

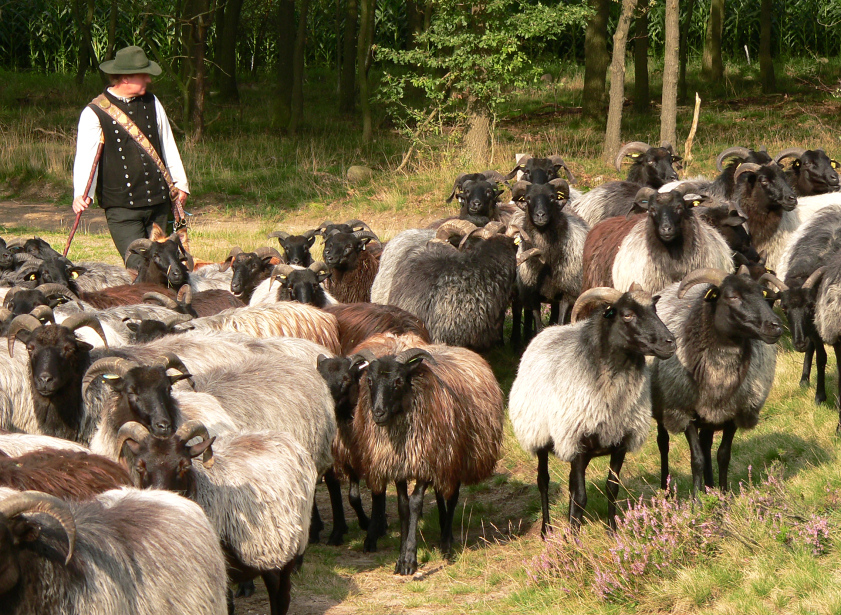
Die vom Menschen veranlasste Beweidung dient u. a. der Erhaltung der Nahrungsgrundlage für die Honigbienen für die Heideimkerei.

In der Lüneburger Heide werden in den Naturschutzgebieten mit Heideflächen durch Anflug wachsende junge Birken mittels Beweidung mit Heidschnucken entfernt, um die Bestände der Besenheide und die lichtbedürftigen Wacholder als schutzwürdige Kulturlandschaft zu erhalten. Durch eine vom Menschen ermittelte geeignete Besatzdichte mit Schafen wird die Fläche vor Überweidung geschützt aber so offen gehalten, dass Besenheide und Wacholder günstige Bedingungen haben und die vorhandenen großen Bäume sich nicht mehr als erwünscht ausbreiten.
Durch Beweidung werden Pflanzen begünstigt, welche die Tiere meiden. Die mechanische Beanspruchung durch Tritt führt auf den Viehpfaden zur Selektion trittfester Arten. Pflanzen in Heideflächen, die die Schafe nicht fressen, besonders die Kiefern, entfernt man durch Entkusselung, um die biotoptypischen Pflanzengesellschaften zu erhalten.
Ähnliches gilt für die in vielen Landschaftsschutzgebieten angestrebte Erhaltung von Offenland durch Beweidung oder Mähen oder andere Maßnahmen, die die natürliche Sukzession aufhalten.

## Bestandsregulierung bei Wildtieren durch Jagd und Hege
Die Grundsätze der Kontrollmethode für den Wald gelten auch für die Tierwelt. Voraussetzung für eine Bestandsregulierung, bei der alle Tierarten erhalten werden und dabei in ihren jeweiligen ökologischen Nischen innerhalb der Nahrungspyramide ausreichende Ressourcen vorfinden, ist die Erfassung der Bestände aller vorhandenen Wildarten und nicht zum Wild gehörenden Wildtiere nach Individuenzahlen in den verschiedenen Altersklassen und nach die Gesundheit der Tiere betreffenden Bewertungskriterien und der jeweiligen Bestandsdichten, sowie das Verständnis ihrer ökologischen Beziehungen untereinander innerhalb des Nahrungsnetzes. Da die direkte Erfassung der Populationsdichte des Rehwilds schwierig bis unmöglich ist (vgl. Kalø-Versuch
), wird in der Forstwirtschaft die Populationsdichte indirekt durch deren Auswirkung auf die Waldverjüngung mittels Vegetationsgutachten erhoben.
Bei der Regulierung der verschiedenen Tierarten besteht die ökologische Funktion des Menschen darin, seltenere und bedrohte Tierarten durch Verringerung der Populationsdichte ihrer Fressfeinde (Raubwild und Raubzeug) vor übermäßiger Prädation zu schützen. Weiterhin kann der Mensch im Ökosystem die Aufgabe nicht mehr vorhandener Großprädatoren erfüllen in der Rolle eines Spitzenprädators. Durch eine entsprechende Waldpflege und gezielte waldbauliche Maßnahmen, lassen sich die Lebensbedingungen des zahlenmäßig begrenzten Wildes, insbesondere die Äsungsverhältnisse, in vielfältiger Weise verbessern.
Anders als bei der Räuber-Beute-Beziehung stellt der Mensch im Rahmen von Bestandsregulierungen die Reduzierung des Tierbestandes ein, bevor die Populationsdichten so abgenommen haben, dass kaum noch Exemplare der Art anzutreffen sind. Hierin unterscheidet sich die Bestandsregulierung durch den Menschen von der sogenannten natürlichen Regulation, bei der erhebliche Schwankungen der Populationsdichten auftreten können, die bei der Bestandsregulierung vermieden werden.
Die Regulierung der Wildschweinbestände spielt auch nach der Wiedereinwanderung der Wölfe nach Deutschland eine besondere Rolle, denn die Prädation durch Wölfe hat keinen nennenswerten Einfluss auf deren Bestandsentwicklung.
Die Deutsche Wildtier Stiftung möchte dem Rothirsch, einer Leitart für den Biotopverbund in Deutschland neue Lebensräume eröffnen. Wildtiere und damit auch das Rotwild gelten als integraler Bestandteil des Waldökosystems. Deshalb fordern die Wildtierstiftung und der Bayerische Jagdverband, Lebensräume des Rotwilds großräumig zu vernetzen, die Beschränkung auf Rotwildbezirke zu beenden und in Privatwäldern und Wäldern im Eigentum der öffentlichen Hand Wildruhezonen auszuweisen. Am Beispiel der Rotwildjagd könnten Jäger zeigen, wie verantwortungsvoll sie mit Umwelt und Natur umzugehen wissen. Die Jagd sollte die Naturressourcen nach dem Grundsatz der Nachhaltigkeit nutzen, welcher besagt, das nur soviel abgeschöpft werden darf, wie die Natur langfristig verkraften kann.
In seinem Werk Buch der Hege (1981) beschrieb Hans Stubbe, damals Vorsitzender der Arbeitsgemeinschaft für Jagd- und Wildforschung der Akademie der Landwirtschaftswissenschaften der DDR, die Aufgaben der Jagd und der Hege folgendermaßen:
Diesem wissenschaftsbasierten Anspruch wird auch von Michael Stubbe, dem Sohn von Hans Stubbe, in den Beiträgen zur Jagd- und Wildforschung und in eigenen Publikationen Rechnung getragen.
Bei der Jagd in Deutschland findet sich eine Entsprechung in Paragraph 1 Absatz 2 des Bundesjagdgesetzes, nach dem die Hege als Bestandteil der Aufgaben der Jäger zum Ziel „die Erhaltung eines den landschaftlichen und landeskulturellen Verhältnissen angepaßten artenreichen und gesunden Wildbestandes sowie die Pflege und Sicherung seiner Lebensgrundlagen“ hat, sowie in Paragraph 19 a, nach dem es verboten ist „Wild, insbesondere soweit es in seinem Bestand gefährdet oder bedroht ist, unbefugt an seinen Zuflucht-, Nist-, Brut- oder Wohnstätten … zu stören“, und in Paragraph 21, nach dem die Abschussregelung dazu beitragen soll, dass „ein gesunder Wildbestand aller heimischen Tierarten in angemessener Zahl erhalten bleibt und insbesondere der Schutz von Tierarten gesichert ist, deren Bestand bedroht erscheint.“ (siehe auch Gefährdungskategorie (Naturschutz).) Weiterhin in Paragraph 22 Absatz 4, dem gemäß in den „Setz- und Brutzeiten bis zum Selbständigwerden der Jungtiere die für die Aufzucht notwendigen Elterntiere, auch die von Wild ohne Schonzeit, nicht bejagt werden“ dürfen.